# Петар Коњовић
Петар Коњовић (Чуруг, 5. мај 1883 — Београд, 1. октобар 1970) био је српски композитор класичне музике.

## Биографија
Рођен је 5. маја 1883. године у Чуругу, а гимназију је похађао у Новом Саду, да би, завршивши четврти разред, прешао у српску  учитељску школу у Сомбору, у то време једно од жаришта музичког живота на овоме подручју. Као пре тога Јосифу Маринковићу, и Коњовићу је музику предавао Драгутин Блажек, искусни хоровођа и музички писац. Коњовић је брзо стао пред хор, а Сомбор је чувен по неговању овог типа музике, да би убрзо, већ 1903. написао и свој први опус - оперу Женидба Милоша Обилића (или другде Женидба Милошева), поштапајући се уџбеницима који су му били при руци и Веберовим Чаробним стрелцем. Његов савременик и друг, Вељко Петровић овако говори:
"Када је млади Коњовић, чупав и намргођен као што пристоји младим Титанима, дириговао своју литургију, у којој је било вероватно и вагнеровских и дебисијевских призвука, омладина, другови извођачи или остали, галерија и клака, били су одушевљени и славодобитни. Старији су, разуме се, махали главом, а чувени церемонијалац и парадош, прота Купусаревић је из олтара довикнуо: - Ово није опера!".
Када се Коњовић са мучном, аскетски стеченом уштеђевином и са десетак кила композиција, међу њима и са читавом опером, појавио пред ректором Прашког конзерваторијума, овај се исто тако зачудио, подсмехнуо, чувши да овај панонац-балканац може с тако мало новаца да изгура само двадесет месеци. Па ипак, прелистао је партитуре и утврдио „да га треба пустити одмах у другу годину“. Било је то 1904. године.
Две године потом, ангажован је као хоровођа и наставник у Земуну, да би касније предавао у Српској музичкој школи у Београду (данас Музичка школа „Мокрањац“), све до Првог светског рата, када се враћа у Сомбор. Ту прерађује своју прву оперу, која, тако измењена, праизведбу доживљава у Загребу, али због ратне цензуре, као Вилин вео. После дужности инспектора за музику у Министарству просвете (1921) постаје директор Опере у Загребу (до 1926), да би након тога био управник позоришта у Осијеку, па у Сплиту и Новом Саду. 1933. се враћа у Загреб где остаје до 1939. када је постављен за професора Музичке академије у Београду, чији касније постаје и ректор. 1946. је изабран у звање редовног члана Српске академије наука и уметности (САНУ), на челу чијег се Музиколошког института налазио од 1948. до 1954. године. 1960. године добио је Седмојулску награду СР Србије за животно дело.
Извор Коњовићеве инспирације се налази у фолклору, а своје естетске принципе је изнео у својим студијама и написима. Задојен у младости вокалном музиком, годинама везан уз сцену, Коњовић као стваралац најчешће посеже за вокалним или вокално-инструменталним делима, у којима постиже и своја најбоља остварења. Он се у њој доследно ослања на музику говора, па чак проширује тај поступак на инструментални део. У целини узевши, његово се стваралаштво надовезује на реализам Мусоргског и Бородина, а посебно на Леоша Јаначека, но у исти мах и на Мокрањца, оца националне музике у Србији.
На подручју инструменталне музике, Коњовић није пружио много дела, али се међу њима истичу Симфонија у c-mollu из 1907, Јадрански капричо за виолину и оркестар (1933), симфонијска поема Макар Чудра (према Горком, 1944), два гудачка квартета (d-moll и f-moll) и као његово најзначајније дело Симфонијски триптихон Коштана, састављен из инструменталних делова његове истоимене опере: интерлудија између I и II чина (Собина), прелудиј V слике (Кестенова гора) и балетских нумера (Велика чочечка игра).
Поред бројних хорова и соло песама, Коњовић је написао и пет опера: оперски првенац „Женидба Милошева” („Вилин вео”), затим „Кнез од Зете” (према Лази Костићу, 1929), „Коштана” (1931, прерађена 1940. и 1949), комична опера „Сељаци” (према Веселиновићевом Ђиду, 1952) и последња опера „Отаџбина” (према Војновићевом спеву Смрт мајке Југовића).
1947. године након прве изведбе опере „Кнез од Зете” и одушевљеног пријема код београдске публике, Коњовић и његово дело били су нападнути у званичном гласилу Комунистичке партије због "одобравања реакционарне личности Кнеза, оживљавања црнила православног мистицизма и средњовековних верских представа", док се по диктату књижевни критичари нису оглашавали. Опера је убрзо склоњена са репертоара, а Коњовић смењен са позиције ректора Музичке академије у Београду и постављен за секретара Музиколошког института САНУ. Умро је у 87. години, у Београду, 1. октобра 1970.
Син му је био редитељ Јован Коњовић.
У међуратном периоду рад Петра Коњовића био је препознат у европским оквирима.